# Mologa (stad)

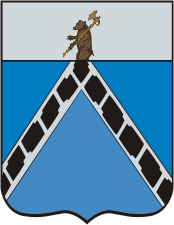
Det gamla stadsvapnet för det nu ödelagda Mologa.

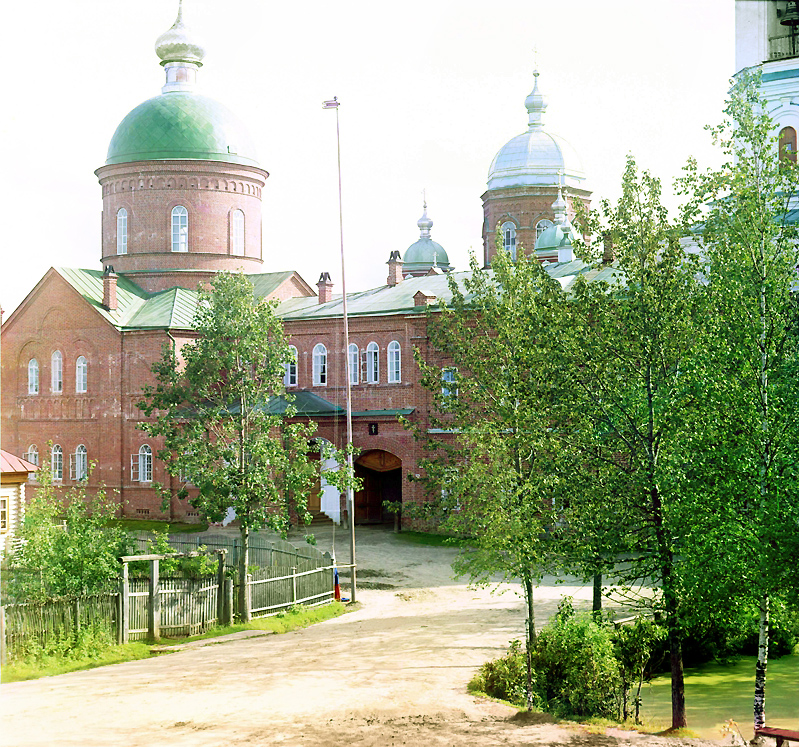
Ett kloster utanför Mologa, fotograferat av Sergej Prokudin-Gorskij 1911. Fotot är taget innan färgfilmen var uppfunnen, och består i själva verket av tre svart-vita plåtar exponerade genom färgfilter.

Mologa (ryska: Моло́га) var en stad i ryska Jaroslavl oblast, vid floden Mologa, nära dess förening med Volga. Staden evakuerades under 1940-talet när området lades under vatten vid uppförandet av Rybinskreservoaren.